# Leraubach
Der Leraubach ist ein auf seinem Namenslauf 10 km, zusammen mit einem seiner beiden Oberläufe um 13 km langer, linker Zufluss der Luhe im Landkreis Neustadt an der Waldnaab in der Oberpfalz in Bayern.

## Geographie
Der Leraubach entsteht aus dem Zusammenfluss von linkem Sautradlbach und rechtem Fahrenberger Bach auf ca. 543 m ü. NHN in Vohenstrauß nördlich des Ortskerns und kurz vor dem Sägmühlweg und der Ledermühle.

### Sautradlbach
Der linke Oberlauf Sautradlbach entspringt auf ca. 607 m ü. NHN am Galgenholz 2,5 km nordöstlich von Vohenstrauß und 500 m nordwestlich von Weißenstein. Er fließt in westlicher bis südwestlicher Richtung und lässt bald den Wald hinter sich. Nach 1,5 km unterquert er die Kreisstraße NEW 32 Pleystein – Vohenstrauß, nimmt an deren Südseite von links den Abfluss der Quelle Tachetsbrunnen auf und wechselt dann gleich zurück auf die Nordseite der Straße. Diese wendet sich am Eintritt ins geschlossene Siedlungsgebiet von Vohenstrauß nach Südwesten, während der Sautradlbach weiter westlich läuft und teils verdolt am Freibad Vohenstrauß vorbeifließt, dem er Wasser spendet. 300 Meter weiter erreicht er auf ca. 543 m ü. NHN den Zusammenfluss mit dem Fahrenberger Bach. Der Sautradlbach ist etwas weniger als 3 km lang und hat ein etwas unter 4 km² großes Einzugsgebiet.

### Fahrenberger Bach
Der rechter Oberlauf Fahrenberger Bach entspringt auf ca. 603 m ü. NHN im Wald Fritzenholz nordöstlich von Vohenstrauß wenig nördlich der Trasse der ehemaligen Bahnstrecke Eslarn–Neustadt (Waldnaab). Er fließt überwiegend in südöstlicher Richtung, auf der ersten Hälfte seines Laufes im oder am Wald, den er erst an der Fürstenmühle von Vohenstrauß verlässt. Zwischen dem gleich folgenden Kapplhaus ebenfalls linksseits und dem Weiler Fiedlbühl der Stadt gegenüber nimmt er in einem Stauteich einen rechten Zufluss etwa aus dem Norden auf, der etwas länger ist als er selbst bis dorthin und der einige Teiche am Lauf speist und entwässert. Fast noch gegenüber Fiedlbühl steht die Papiermühle am linken Ufer des Fahrenberger Bachs, dessen siedlungsfreie Talmulde sich danach bis zum Zusammenfluss mit dem Sautradlbach zieht. Der Fahrenberger Bach ist etwas über 3 km lang und hat ein etwas über 4 km² großes Einzugsgebiet.

### Verlauf
Der aus dem Zusammenfluss entstandene Leraubach fließt anfangs westwärts am nördlichen Rand des Ortskerns von Vohenstrauß vorbei, rechts liegen neuere Siedlungsteile um die Altenstadter Straße und verbliebene Gebäude der ehemaligen Bahnlinie. Schon vor der am westlichen Siedlungsrand stehenden Kößlmühle läuft er südwestwärts. Er unterquert die Staatsstraße St 2166.
Bei Neumühle wendet er sich nach Süden bis zur Arnmühle, nach der die NEW 41 ihn quert. Unterlind gleich danach umfließt er in einem nach Osten ausholenden Bogen, mit dem er sich nach Westen wendet.
Er verlässt nun das Stadtgebiet von Vohenstrauß und wechselt in die Gemeinde Leuchtenberg. Kurz vor dem fast ganz rechtsseits liegenden Lerau nimmt er von links den vergleichsweise kurzen Steinachbach auf, danach im sich mehr und mehr bewaldenden Tal einen längeren Waldbach aus dem Norden. An der gleich folgenden Sargmühle überquert ihn die Straße von Kaimling nach Leuchtenberg, gleich danach am Schafsteg tritt er in das fast bis zur Mündung reichende, geschlossene Waldgebiet des Naturschutzgebietes Lerautal bei Leuchtenberg ein, in dem er in einem tief eingeschnittenen und engen Durchbruchstal fließt, das mit der Wolfslohklamm beginnt, einem anerkannten Geotop. An der rechten Talseite liegt die Poppenhofer Eicha, linksseitserhebt sich der Waldberg Burgholz bis auf 544 m ü. NHN und ferner dahinter der 585 m ü. NHN hohe Leuchtenberg mit der Burgruine Leuchtenberg.
Am Ende des Durchbruchstales passiert der Leraubach die Burgmühle am linken Ufer und mündet gleich danach auf 421 m ü. NHN links in die Luhe.
Der Leraubach ist ab dem Zusammenfluss seiner beiden Oberläufe 10,0 km lang, zusammen mit seinem linken Oberlauf Sautradlbach 12,8 km, mit dem etwas längeren rechten Oberlauf Fahrenberger Bach sogar 13,2 km. Er entwässert ein 27,8 km² großes Einzugsgebiet.

### Zuflüsse
Liste der Zuflüsse und  Seen von der Quelle zur Mündung. Mit Gewässerlänge, und Einzugsgebiet und Höhe. Andere Quellen für die Angaben sind vermerkt.
Zusammenfluss  des Leraubachs auf ca. 543 m ü. NHN am nördlichen Rand des Ortskerns von Vohenstrauß.
- Sautradlbach, linker und ostnordöstlicher Oberlauf, 2,8 km und 3,8 km²
- Fahrenberger Bach, rechter und nordöstlicher Oberlauf, 3,1 km und 4,2 km²
- Steinachbach, von links und Süden auf 493 m ü. NHN kurz vor und gegenüber von Lerau, ca. 0,4 km und ca. 1,5 km²[5]
- (Zufluss), von rechts und Norden auf 479 m ü. NHN kurz vor der Sargmühle von Leuchtenberg, ca. 1,9 km und ca. 1,3 km².[5] Entsteht im Wald zwischen Elm und Mördergrube.